# Летящие сказки
«Летящие сказки» — цикл фантастических повестей-сказок Владислава Крапивина, объединённых общей темой полёта, осуществляемого детьми.

## Произведения цикла
В цикл входят следующие произведения:
- Лётчик для Особых Поручений. Повесть (1972)
- Ковёр-самолёт. Повесть (1975)
- Дети синего фламинго. Повесть (1980)
- Возвращение клипера «Кречет». Повесть (1983)
- Тополиная рубашка. Повесть (1984)

### Общая характеристика
По словам литературоведа Н. Богатырёвой, наслаждение полётом, свойственное героям всех произведений цикла, отражает главным образом «осуществление заветной мечты». Богатырёва сравнила цикл с такими книгами, как трилогия А. Линдгрен о Карлсоне, «Питер Пэн» Дж. Барри, «Мэри Поппинс» П. Трэверс: во всех этих произведениях фантазия и детская мечта обретает жизнь. 
Литературовед М. Липовецкий считал неотъемлемой чертой «Летящих сказок» реализацию социальных идеалов «нравственной свободы, чистоты и бескомпромиссной борьбы за справедливость» в мире сказки-игры, «сказки детства», которая противостоит лицемерной и циничной реальности 1970-х годов. Исследователь отметил трансформацию в цикле образа зла: если в «Лётчике для Особых Поручений» «сказка детства» реальна и непобедима, то в «Ковре-самолёте» ей начинают противодействовать внешние силы («тупость, злоба, рутина»), которые всё же побеждаются без больших трудностей; в «Детях синего фламинго» могущественное зло подчиняет себе весь мир сказки.

### Лётчик для Особых Поручений
Первая публикация — в журнале «Уральский следопыт» в 1973 году с иллюстрациями Е. Стерлиговой, для которой это стало первой из работ с книгами писателя.
Главный герой, пятиклассник Алёшка, попадает в сказку, чтобы вернуть потерянный кораблик, который он собирается подарить знакомой девочке на день рождения. Там мальчик встречает лётчика Антошку Тополькова, посвятившего свою жизнь служению людям. Антошка летает по разным сказкам на маленьком самолёте, выполняя Особые Поручения Главного Диспетчера.

### Ковёр-самолёт
Первая публикация — в 1976 году в журнале «Пионер» с иллюстрациями Е. Медведева. Повесть посвящена сыну писателя Павлу.
Представляет собой воспоминания Олега Лапникова о событиях своего детства в провинциальном городке. Во время летних каникул двое друзей находят в чулане старый выцветший ковёр, который неожиданно оказывается волшебным ковром-самолётом. Ребята летают на ковре, днём и ночью, что сопровождается различными приключениями. Чудесный артефакт естественным образом вписывается в прозаическую реальность провинциальной жизни и в конце концов помогает героям справиться с двумя взрослыми преступниками.

### Дети синего фламинго
Первая публикация — в 1981 году в журнале «Уральский следопыт» с иллюстрациями Е. Стерлиговой. В 2010 году по мотивам повести был снят фильм «Легенда острова Двид».
В центре сюжета — борьба детей против тоталитарного режима на острове Двид, где господствует «равновесие порядка». Пятиклассника Женьку Ушакова заманивают на невидимый для посторонних остров, чтобы мальчик сразился с ужасным Ящером. Женька, избежав казни на эшафоте, после злоключений встречает группу местных детей, которые прячутся от преследований. Им помогает необыкновенная птица, напоминающая синего фламинго.

### Возвращение клипера «Кречет»
Первая публикация — в 1984 году в журнале «Аврора» с иллюстрациями Е. Стерлиговой. В 1987 году также вошла в сборник «Шестая Бастионная».
В повествовании повседневная жизнь наполнена сказкой, граница между реальностью и детской романтикой размывается. Главный герой, четвероклассник Владик Арешкин, дружит с гномом-пенсионером Гошей, крохотным стеклянным барабанщиком Тилькой, мечтающим стать настоящим человеком, и с ворчливым волшебником ― стекольным мастером. После того, как из-за легкомыслия Владика гном погибает, ради спасения друга мальчик преодолевает свой страх и в конце концов побеждает смерть.

### Тополиная рубашка
Первая публикация — в 1986 году в журнале «Уральский следопыт» с иллюстрациями Е. Стерлиговой. В 1987 году также вошла в сборник «Шестая Бастионная».
Действие происходит в июне 1948 года: главный герой, мальчик Славка, знакомится с тремя ведьмами, которые шьют для него волшебную белую рубашку из тополиного пуха. В рубашке Славка может летать, и ночью, и днем; его полёт, практически неотличимый от сна, символизирует мечту и свободу.

## Издания

### Прижизненные книжные издания
- Крапивин В. Летящие сказки. — М.: Детская литература, 1978. — (Библиотечная серия). — 100 000 экз. — илл. Е. И. Стерлиговой
- Крапивин В. Летящие сказки. — Свердловск: Средне-Уральское кн. изд-во, 1982. — 75 000 экз. — илл. Е. А. Медведева
- Крапивин В. Летящие сказки. — Свердловск: Средне-Уральское кн. изд-во, 1991. — 100 000 экз. — ISBN 5-7529-0382-3. — илл. Р. Я. Атлас
- Крапивин В. Летящие сказки. — М.: Издательский Дом Мещерякова, 2013. — (BiblioГид рекомендует). — 3000 экз. — ISBN 978-5-91045-573-7. — илл. Е. И. Стерлиговой
- Крапивин В. Летящие сказки. — М.: Издательский Дом Мещерякова, 2014. — (БИСС. Крапивин). — 5000+3000 экз. — ISBN 978-5-91045-735-9. — илл. Е. И. Стерлиговой
- Крапивин В. Летящие сказки. — М.: Издательский Дом Мещерякова, 2017. — (Избранное. Книги Крапивина Владислава Петровича). — 5000 экз. — ISBN 978-5-00108-178-4. — илл. Е. И. Стерлиговой
- Крапивин В. Летящие сказки. — СПб.,М.: Азбука, Азбука-Аттикус, 2019. — (Мир фантастики). — 4000 экз. — ISBN 978-5-389-15921-1. — илл. Е. И. Стерлиговой и С. А. Григорьева

### На иностранных языках
- Krapivin V. Winged Tales (англ.). — Moscow: Raduga Publishers, 1984. — 24 000 экз. — ill. by G. Kalinovsky; trans. by J. Yevtushenko
- Krapivin V. Cuentos voladores (исп.). — Moscú: Editorial Rа́duga, 1985. — 14 680 экз. — ISBN 5-05-000161-7. — trad. por R. Bruno
- Krapiwin W. Fliegende Märchen (нем.). — Moskau: Raduga-Verlag, 1987. — 36 000 экз. — ISBN 978-5-389-22212-0. — Illustrationen von G. Kalinowski

Отдельные произведения цикла издавались также в Болгарии и Франции.